# 竹林文雄
竹林 文雄（たけばやしふみお、1981年5月3日 - ）は、日本の俳優。大阪府出身。アールジュー所属。

## 出演

### テレビドラマ
- バカボンのパパよりバカなパパ（2018年、NHK） スナック潤子の常連客 役
- ヘッドハンター （2018年、テレビ東京）新聞記者 役 モデル
- 半分、青い。（2018年、NHK） 岐阜の食堂客 役
- 未解決の女（2018年、テレビ朝日） 署括の警察官 役
- 噂の女（2018年、BSジャパン） 追う男 役
- 花のち晴れ（2018年、TBS） 英徳学園のドアマン 役
- 世にも奇妙な物語（2018年、フジテレビ）「不倫警察」 笑顔の警備員 役
- 特捜9（2018年、テレビ朝日）鑑識課員役
- 西郷どん（2018年、NHK） 薩摩藩兵 役
- 松本清張特別企画犯罪の回送（2018年、テレビ東京） 捜査員 役
- ラストチャンス 再生請負人（2018年、テレビ東京） フランチャイズの経営者 役
- 特捜9（2018年、テレビ朝日） 鑑識課員 役
- ぬけまいる（2018年、NHK）第７・８話
- 獣になれない私たち（2018年、日本テレビ）レギュラー
- 土曜ナイトドラマ東京独身男子（2019年、テレビ朝日）第6話 エコー技師役
- 頭に来てもアホとは戦うな!（2019年、日本テレビ）第1・6話
- 絶対正義（2019年、フジテレビ）第５話
- 恋する母たち（2020年、TBS）番組内映像のナレーション、配送業者役
- 世にも奇妙な物語（2020年、フジテレビ）「イマジナリーフレンド」警官役
- お花のセンセイ（2020年、テレビ朝日）政見放送の声
- 俺たちはあぶなくない（2020年、MBS）ホテルマン役
- 明治開化 新十郎探偵帖（2020年、NHKBS）警官役
- 相棒 season18（2020年、テレビ朝日）第15話
- にじいろカルテ（2021年、テレビ朝日）医師１役
- ただ離婚してないだけ（2021年、テレビ東京）警官1役
- ボイスⅡ 110緊急指令室（2021年、日本テレビ）医師B役
- 漂着者（2021年、テレビ朝日）救急隊員B役
- 相棒 season19（2021年、テレビ朝日）制服警官役
- TOKYO MER（2021年、TBS）医師役
- お花のセンセイ2（2021年、テレビ朝日）会見記者役
- おかえりモネ（2021年、NHK）新港商店さん役
- 世にも奇妙な物語’23 夏の特別編（2023年、フジテレビ） -「お姫様クラブ」 店内放送の声 役
- 花咲舞が黙ってない 第3シリーズ 第6話（2024年5月18日、日本テレビ） - 産業中央銀行行員 役[1]
- プライベートバンカー 第4話（2025年1月30日、テレビ朝日） - コメンテーター 役[2]
- アンサンブル 第5話 （2025年2月15日、日本テレビ） - 裁判官 役
- 家政夫のミタゾノ 第7シーズン 第6話（2025年2月18日、テレビ朝日） - 区役所職員 役[3]
- スティンガース 警視庁おとり捜査検証室（2025年7月22日 - 、フジテレビ） - 河北淳一 役[4]

### 映画
- Fukushima 50
- マスカレード・ナイト 刑事役
- 世の中から病を少なく 白石宗一郎役、黒人医師（声）
- リカ 刑事役

### バラエティ
- ニンゲン観察バラエティ モニタリング(TBS） 仕掛け人 ディレクター 役
- 絶対に笑ってはいけない青春ハイスクール24時!(日本テレビ）
- 逮捕の瞬間!警察24時(フジテレビ）詐欺師役、立てこもり犯役
- ニノさん(日本テレビ）医師役

### CM
- ピザハット店員役
- 明治安田生命　セミナー用映像 父親役
- 富士産業 WEB CM　　ほか
- 保険見直し本舗 地球防衛隊員役
- 日立消防ソリューション

### ナレーション
- オイレスECO株式会社 「エコシェイド・エコレーター」（2015年）
- J:COM 「横浜ローザ20周年記念チャリティコンサート」（2016年）
- 小森嗣彦DVD 「ザ・パッション 鋼のメンタル シーズン1」（2017年）
- ゆうびん.JP 「年賀状(夫婦漫才篇)」「年賀状(ハードボイルド篇)」（2017年）
- 森実運輸・森実グループ CM　（2017年）
- P-Link 「Deco M5 自宅をWi-Fiで塗りつぶそう」（2017年）
- アルファコム株式会社 「Hybrid チャットシステム M-Talk」（2017年）
- シャープ 電話機 「JT-AT82 見守り機能」イメージムービー（2017年）

### 舞台
- 劇団ムーチョゼロ 「突破もん」（2017年）
- ヒロセプロジェクト 「いつか素敵なシネマのように」（2015年）